# Gliese 273 b
Gliese 273 b, o Luyten b, è un pianeta extrasolare in orbita attorno alla stella di Luyten (Gliese 273), una nana rossa distante 12,4 anni luce dal sistema solare. Scoperto nel 2017 con il metodo della velocità radiale, attraverso lo strumento HARPS dell'Osservatorio di La Silla, dell'ESO, si tratta del terzo pianeta potenzialmente abitabile più vicino alla Terra, dopo Proxima Centauri b e Ross 128 b. Nell'ottobre del 2017, l'organizzazione no-profit METI (Messaging Extraterrestrial Intelligence) ha inviato un messaggio contenente dozzine di brevi composizioni musicali e un "tutorial" scientifico verso il pianeta nella speranza di contattare potenziali civiltà extraterrestri.

## Stella
La stella di Luyten è una nana rossa con massa e raggio di circa il 29% di quelli del Sole e una temperatura superficiale di 3382 K. A differenza di altre stelle simili poste nelle vicinanze del Sole, come Proxima Centauri, è una stella inattiva e piuttosto stabile, con un lungo periodo di rotazione di circa 118 giorni.

## Caratteristiche

### Massa e raggio
Luyten b è una super Terra, il che significa che ha una massa e/o un raggio maggiore di quello terrestre, ma inferiore a quella dei giganti gassosi. Le misurazioni della velocità radiale mostrano che il pianeta ha una massa minima di 2,89 M⊕, e un raggio di circa 1,4 R⊕, anche se non essendo stato visto transitare davanti alla sua stella, questi parametri non sono noti con precisione. Si tratta di uno dei pianeti meno massivi trovati entro i 20 anni luce di distanza dalla Terra.

### Parametri orbitali
Luyten b orbita attorno alla sua stella in circa 18,6 giorni a una distanza media di 0,091 UA, molto più vicino di quanto non disti Mercurio dal Sole; tuttavia, essendo la stella madre molto più debole del Sole, il pianeta si trova all'interno della zona abitabile del sistema e riceve solo il 6% in più della radiazione che riceve la Terra dal Sole. Mentre la maggior parte dei pianeti vicini alla loro stella madre sono in rotazione sincrona, Luyten b ha un'eccentricità orbitale moderatamente alta (e = 0,10 ± 0,08), che può consentire al pianeta di trovarsi in risonanza orbitale in un rapporto 3:2, o 1:2, e quindi non rivolgere sempre lo stesso emisfero verso la stella, come avviene solitamente per i pianeti che si trovano nella zona abitabile di una nana rossa.

## Abitabilità
Il pianeta riceve un flusso di radiazioni che, a seconda delle fonti, è tra il 6% e il 22% maggiore di quello che riceve la Terra. Con un indice di similarità terrestre di 0,86, è uno dei pianeti più simili alla Terra conosciuti, e per altre caratteristiche del sistema, come la stabilità della stella e che probabilmente non si trova in blocco mareale, uno dei pianeti vicini dove è più probabile che si possano essere sviluppate le condizioni ideali per la nascita della vita.
Con un'albedo stimata di 0,30, il pianeta avrebbe una temperatura di equilibrio di 259 K, molto simile alla temperatura di equilibrio della Terra (255 K). Se avesse un'atmosfera simile a quella terrestre, il pianeta avrebbe una temperatura superficiale media di circa 292 K (19 °C), molto simile alla temperatura media terrestre. Se per l'alta eccentricità orbitale non si trovasse in rotazione sincrona, la distribuzione del calore sull'intera superficie planetaria sarebbe più efficiente, mentre la stabilità della sua stella potrebbe aver consentito alla sua atmosfera di mantenersi per miliardi anni, a differenza di altri pianeti in orbita attorno a stelle nane rosse, spesso soggette a violenti brillamenti in grado di spazzar via l'atmosfera e rendere un pianeta inabitabile.